# Trapiti
A Trapiti Darvasi László 2002-ben megjelent könyve, melyet a Magvető Kiadó adott ki.

## Cselekmény
Egy szép napon Kavicsvárra vetődik egy Trapiti nevű manócska. Nem tudja, hogy ki ő, azt se, hogy honnan jött. Bánatos Olivérhez, a magányos festőhöz kerül, és mindenki megismeri, megszereti Trapitit. A város lakói megtanulnak Trapitizni. Holle Mama elkészíti a világ legfinomabb tökfőzelékét, ami bekerül a rekordok könyvébe. Kavicsvárt elözönlik a turisták. A Főfővárosból támadást indít a gonosz Kukta Gerozán. Kavicsváron kitör a tökfőzelék háború. Persze a végén minden jó lesz, sőt előkerülnek Trapiti szülei a Bizurr-Mizurr királyi pár: Bökkelöki király és Malvin királynő. A királyi pár a múzeumba költözik.

## Fogadtatás
2002 nagy sikerű gyermekkönyve lett a mű, mely Év Gyermekkönyve díjat is nyert.

## Folytatás
2004-ben megjelent a második rész Trapiti és a borzasztó nyúl címmel.

## Színdarab
A műből 130 perces gyermekdarab is készült Gothár Péter rendezésében.